# 한탈 얀전
한탈 얀전(Chantal Janzen, 1979년 2월 15일 ~ )은 네덜란드의 배우, 가수, 텔레비전 사회자이다.

## 출연 작품
- 팩 오브 마이 하트 (2014)
- 수프 (2013)
- 마법사들 (2010)
- 더 헬 오브 '63 (2009)
- 러브 이즈 올 (2007)
- 듀스 비갈로 2 - 유로피안 지골로 (2005)